# Irena Filuk
Irena Maria Filuk ps. „Elunia” (ur. 21 września 1924 w Otwocku, zm. 24 czerwca 2018) – polska działaczka podziemia niepodległościowego w czasie II wojny światowej w ramach struktur Armii Krajowej.

## Życiorys
Córka Leona Tyralewskiego, żołnierza II Brygady Legionów Polskich i Marii z domu Huss. W Armii Krajowej działała od września 1943 do stycznia 1945, w Zgrupowaniu „Żelbet”, baon V „Bolesław” kompania II (dowódca mjr „Godziemba”) drużyna XVI w Krakowie. Początkowo była kolporterką prasy podziemnej (Biuletyn Informacyjny), później łączniczką. Po ukończeniu tajnego kursu sanitarnego opiekowała się rannymi żołnierzami „Żelbetu”, pełniąc nadal funkcję łączniczki. Od połowy maja 1944, po przeszkoleniu, była szyfrantką mjr. „Godziemby”.
Uczęszczała na komplety tajnego nauczania, po zakończeniu wojny ukończyła studia na Wydziale Chemii Uniwersytetu Jagiellońskiego. W 1948 roku wyszła za mąż za Jerzego Filuka i przeniosła się na Wybrzeże.
Odznaczona Krzyżem Kawalerskim Polonia Restituta, Krzyżem Armii Krajowej, odznaką Weterana Walk o Niepodległość, medalem „Siły Zbrojne w Służbie Ojczyzny”, medalem „Pro Memoria” oraz medalem „Za zasługi dla obronności kraju”.
Po reaktywowaniu Światowego Związku Żołnierzy Armii Krajowej, od listopada 1997 pracowała przez cztery kadencje jako sekretarz gdyńskiego koła Związku.